# Irmgard Praetz
Irmgard Praetz po mężu Römer (ur. 9 sierpnia 1920 w Salzwedel, zm. 7 listopada 2008 w Garching bei München) – niemiecka lekkoatletka, specjalistka skoku w dal, mistrzyni Europy.
Zwyciężyła w skoku w dal na mistrzostwach Europy w 1938 w Wiedniu wynikiem 5,88 m, przed Stanisławą Walasiewicz. 
Była mistrzynią Niemiec w skoku w dal w 1938 i wicemistrzynią w 1940.  Zdobyła również mistrzostwo NRD w pięcioboju w 1950.